# 카타니아도

카타니아도의 위치

카타니아도(이탈리아어: Provincia di Catania)는 이탈리아 시칠리아주에 있던 도이다. 도청 소재지는 카타니아이다. 면적은 3,552 km2, 인구는 1,073,881(2005)이다. 2015년 8월 4일을 기해 카타니아 광역시로 개편되었다.

## 같이 보기
- 카타니아 광역시